# اسلام دودایف
اسلام دودایف (به روسی: Ислам Дудаев، آوانگاری: زادهٔ ۱۵ ژانویهٔ ۱۹۹۵) یک کشتی‌گیر آزادکار روسی الاصل اهل کشور آلبانی است.
از افتخارات وی می‌توان به‌ کسب مدال برنز بازی‌های المپیک ۲۰۲۴ پاریس اشاره کرد.

## فعالیت حرفه‌ای

### المپیک ۲۰۲۴ پاریس
دودایف در وزن ۶۵ کیلوگرم کشتی آزاد المپیک ۲۰۲۴ پاریس حاضر بود که در کشتی اول گاکو آکازاوا از ساموا را شکست داد اما در کشتی بعد به رحمان عموزاد از ایران باخت و با توجه به حضور این کشتی‌گیر در فینال، به دیدار شانس مجدد رفت. او در مرحله شانس مجدد زاین رترفورد از آمریکا را شکست داد و به دیدار رده‌بندی رسید. وی در این دیدار اسماعیل موساکایف از مجارستان را شکست داد و مدال برنز را بدست آورد.